# Est 501 bis 510
Die Est 501 bis 510 waren Dampflokomotiven mit Schlepptender der französischen Compagnie des chemins de fer de l'Est für den Schnellzugdienst.

## Geschichte
Die Lokomotiven wurden von 1878 bis 1879 in den Zentralwerkstätten der Chemins de fer de l'Est in Épernay gebaut. Die allgemeine Konstruktion lehnte sich an die Crampton-Lokomotiven mit der Achsfolge 2A an, wobei die zweite Laufachse durch eine Kuppelradsatz ersetzt wurde. Ähnliche Lokomotiven waren bereits bei der Compagnie des chemins de fer du Midi und bei der Grand Central Belge im Einsatz. Die Treibräder mit einem Durchmesser von 2,3 m und der Doppelrahmen mit den dazwischen angeordneten Zylindern wurden von den 1854–56 gebauten Crampton-Lokomotiven mit den Nummern 174 bis 188 übernommen. Sie unterschieden sich kaum von diesen, abgesehen von der größeren Leistung, dem höheren Gewicht und dem höher liegenden Kessel, was durch die zusätzliche Kuppelachse bedingt war.
Die Lokomotive Nr. 503 wurde auf der Weltausstellung 1878 in Paris ausgestellt.
Die Lokomotiven 508 und 509 wurden 1888 zu Prototypen für die Flamankessel-Lokomotiven der Baureihe 800 umgebaut. Wegen des höheren Gewichts wurde die vordere Laufachse durch ein Drehgestell ersetzt, so dass sie zu American-Lokomotiven mit der Achsfolge 2’B wurden.

## Technik
Die Lokomotiven waren in Doppelrahmenbauweise ausgeführt. Die Zylinder befanden sich zwischen den Rahmenwangen zwischen Laufachse und Kuppelachse. Die Treibachse war die hintere Achse, die Kuppelachse die mittlere Achse. Die vordere Laufachse war im äußeren, die Treib- und Kuppelachse im inneren Rahmen gelagert. Die Vorderkante des Stehkessels befand sich hinter der Kuppelachse und reichte bis unter die Höhe der Achswelle der Kuppelachse. Der schräge Rost der Feuerbüchse ermöglichte deren Anordnung im hinteren Teil über der Triebachse. Der Schornstein war zumindest bei der Auslieferung mit einem Schornsteindeckel versehen, der vom Umlauf aus betätigt werden konnte.

Der Kessel besaß drei Sicherheitsventile: zwei am Dampfdom und eines direkt über der Feuerbüchse, das auf einen höheren Druck als die beiden Ventile am Dampfdom eingestellt war. Der Regulator befand sich in einem Regulatorgehäuse zwischen Dampfdom und Schornstein. Im Regulatorgehäuse endeten zwei Dampfrohre: eines, das den Dampf aus dem Dampfdom zuführte und eines, das den Dampf direkt über der Feuerbüchse entnahm. Die Zuleitungen zu den Zylindern waren außen am Langkessel angebracht. Zwischen Dampfdom und Führerhaus befand sich der Sanddom. Die Sandrohre sind vor den Kuppelrädern angeordnet. 

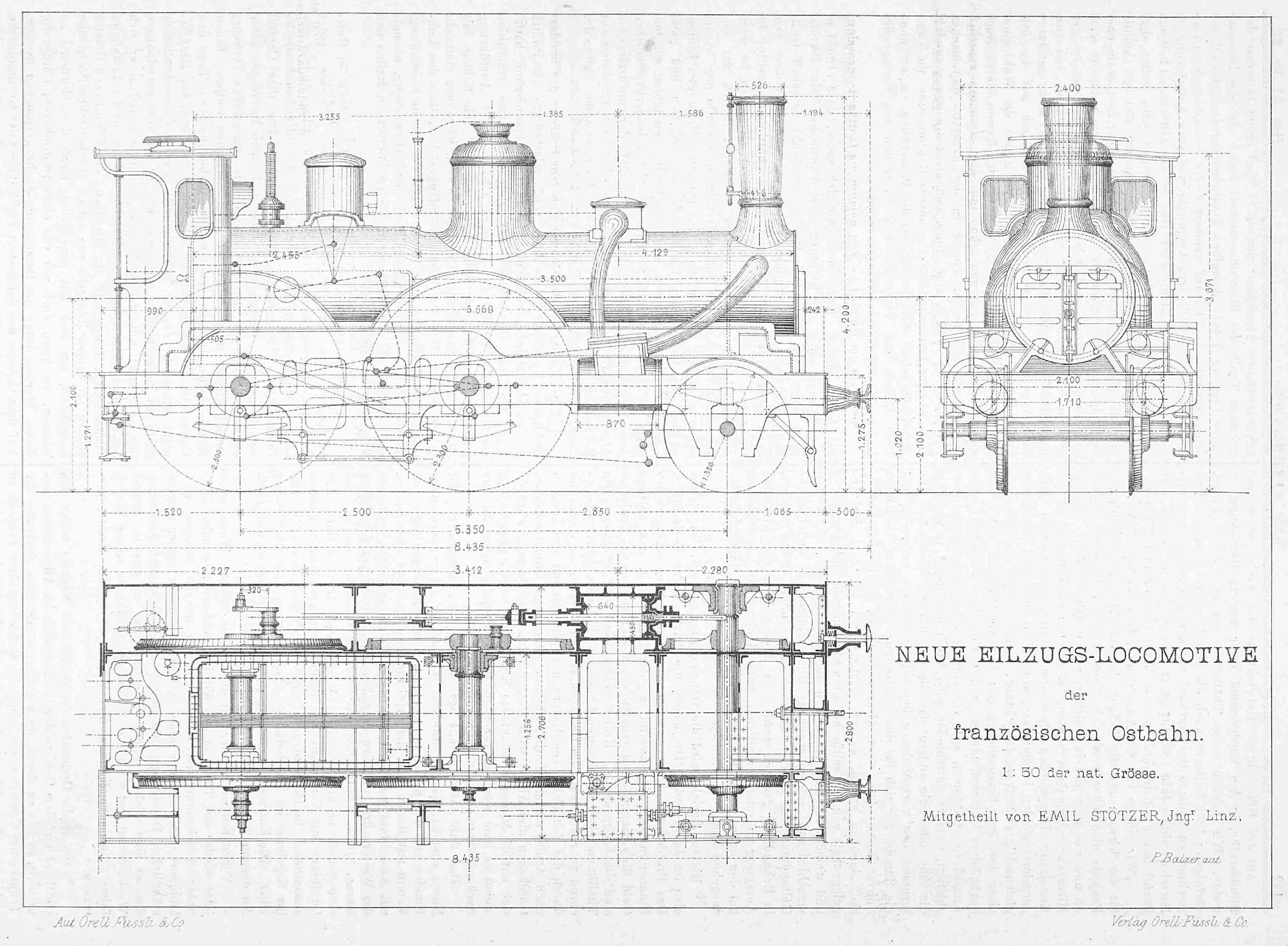
Zeichnung der Lokomotiven Nr. 501 bis 510